# Малый Екыльчак
Малый Екыльчак — река в России, протекает по Парабельскому и Каргасокскому районам Томской области. Устье реки находится в 168 км по правому берегу реки Екыльчак. Длина реки составляет 24 км.

## Данные водного реестра
По данным государственного водного реестра России относится к Верхнеобскому бассейновому округу, водохозяйственный участок реки — Васюган, речной подбассейн реки — Васюган. Речной бассейн реки — (Верхняя) Обь до впадения Иртыша.